# Sarcophaga sundaensis
Sarcophaga sundaensis är en tvåvingeart som beskrevs av Shinonaga 2004. Sarcophaga sundaensis ingår i släktet Sarcophaga och familjen köttflugor. Inga underarter finns listade i Catalogue of Life.